# Улльмарк, Линус
Свен Линус Улльмарк (швед. Sven Linus Ullmark; 31 июля 1993, Лунгвик) — шведский хоккеист, вратарь клуба НХЛ «Оттава Сенаторз».

## Карьера
Улльмарк выступал за молодежную и основную команду шведского «МОДО». В сезоне-2014 Улльмарк был признан лучшим вратарем шведской лиги и был включен в состав сборной Швеции на ЧМ-2014.
«Баффало Сейбрз» выбрали 20-летнего голкипера в шестом раунде драфта 2012 года и в 2014 году подписали с игроком контракт новичка. Позже несколько раз переподписывали с игроком контракт.
28 июля 2021 года в качестве свободного агента перешёл в «Бостон Брюинз», подписав с командой четырёхлетний контракт на общую сумму $ 20 млн.
25 февраля 2023 года в матче против «Ванкувер Кэнакс» забросил шайбу в ворота соперника и стал 13-м вратарём в НХЛ, которому это удалось. По итогам сезона 2022/23 стал обладателем приза Везина Трофи, как лучший вратарь регулярного чемпионата, а также до этого вместе с Джереми Свэйманом получили Уильям М. Дженнингс Трофи, приз, вручаемый вратарям, которые пропустили наименьшее количество шайб.
24 июня 2024 года был обменян в «Оттаву Сенаторз» на Йоонаса Корписало, Марка Кастелика и 25-й общий номер на драфте-2024.